# 灰山椒鸟
灰山椒鸟（学名：Pericrocotus divaricatus）为山椒鸟科山椒鸟属的鸟类，俗名宾灰燕儿。分布于中南半岛、苏门答腊、加里曼丹、菲律宾、朝鲜、日本、台湾岛以及中国大陆的内蒙古、东北、河北、河南、山东、长江流域、江苏、福建、湖南、广东、云南、四川、贵州、广西等地，一般栖息于多栖于山林或平原庭园。该物种的模式产地在新加坡和印度尼西亚的苏门答腊。

## 亚种
- 灰山椒鸟指名亚种（学名：Pericrocotus divaricatus divaricatus）。分布于日本、中南半岛、苏门答腊、加里曼丹、菲律宾、台湾、以及中国大陆的内蒙古、东北、河北、河南、山东、长江流域、江苏、福建、湖南、广东、云南、四川、贵州、广西等地。该物种的模式产地在新加坡和印度尼西亚的苏门答腊。[2]